# Lea
Lea ist ein weiblicher Vorname.

## Herkunft und Bedeutung
Für den Namen Lea kommen verschiedene Herleitungen in Frage.
Meist wird Lea vom hebräischen Namen לֵאָה lēʾâ abgeleitet. Die Etymologie dieses Namens ist nicht letztgültig geklärt. Es werden hauptsächlich zwei Herleitungen diskutiert. Die erste verweist auf das akkadische lītu und übersetzt „(Wild-)Kuh“. Die zweite Herleitung deutet Lea von der Wurzel *L’J „stark sein“ mit ausgefallenem theophorem Element: „[Gott] ist stark“. In der Vergangenheit wurde der Name auch aus dem Assyrischen hergeleitet und mit „Herrin“, „Herrscherin“ übersetzt. In der aktuellen Forschung spielt diese These jedoch keine Rolle mehr. Ableitungen vom hebräischen Wortstamm לאה lʾh „ermüden“, „sich vergeblich bemühen“, „zurückgehen“ gelten als Volksetymologie. Es handelt sich wohl um einen paronomastischen Bezug des hebräischen Wortes לאה lʾh.
Selten werden auch andere Herleitungen in Erwägung gezogen. Dabei wird Lea als Variante von Lia, als Kurzform verschiedener Namen mit der Endung -lea, als Variante von Lee oder als weibliche Form von Leo angesehen.

## Verbreitung

### International
In Israel zählt לֵאָה lēʾâ zu den beliebtesten Mädchennamen. Im Jahr 2020 belegte er Rang 39 der Hitliste.
Der Name Lea erreichte in Frankreich seit 1900 lediglich in den Jahren 2010 bis 2012 eine Platzierung unter den 100 beliebtesten Mädchennamen. Seine französische Variante Léa ist dort jedoch etabliert. Bereits zu Beginn des 20. Jahrhunderts zählte er zu den meistgewählten Vornamen und verließ erst im Jahr 1931 die Top-100 der Vornamenscharts. Bis in die 1970er Jahre hinein sank die Popularität immer weiter, konnte jedoch vor allem in den 1980er Jahren wieder rasch ansteigen. Seit 1986 gehört der Name wieder zu den 100 meistgewählten Mädchennamen, im Jahr 1993 erreichte er die Top-10. Von 1997 bis 2004 stand er an der Spitze der Vornamenscharts. Im Jahr 2021 belegte er Rang 16 der Hitliste.
In Belgien gehört Lea seit 2019 zu den 100 meistgewählten Mädchennamen. Im Jahr 2021 belegte er Rang 94 der Hitliste. Weitaus populärer ist er in seiner französischen Variante Léa. In dieser Form stieg der Name Ende der 1990er Jahre innerhalb von vier Jahren zunächst in die Top-100 und dann in die Top-20 der Vornamenscharts auf. Mit Rang 3 erreichte er seine höchste Platzierung im Jahr 2008. Mittlerweile sank seine Popularität leicht, sodass er zuletzt Rang 22 belegte (Stand 2021).
Auch in Bosnien und Herzegowina ist der Name verbreitet. Im Jahr 2021 belegte er Rang 93 der Hitliste. In Kroatien hat sich der Name in der Top-50 der Vornamenscharts etabliert. Zuletzt zählte er mit Rang 19 zu den 20 meistgewählten Mädchennamen (Stand 2021). Lea hat sich in Slowenien ebenfalls unter den beliebtesten Mädchennamen etabliert. Zuletzt sank seine Popularität jedoch. Im Jahr 2021 belegte er Rang 52 der Hitliste.
In Dänemark zählt Lea seit 2002 zu den 50 meistgewählten Mädchennamen. Die Top-30 konnte er dabei jedoch nicht erreichen. Im Jahr 2021 belegte Lea Rang 42 der Hitliste. In Norwegen gehört Lea seit dem Jahr 2000 zu den 100 beliebtesten Mädchennamen. Lediglich im Jahr 2013 verließ der Name diese Hitliste. Eine Top-50-Platzierung konnte er nicht erreichen. Zuletzt stand er auf Rang 72 (Stand 2021). In Schweden erreichte er im Jahr 2005 die Top-100 der Vornamenscharts. Im Jahr 2021 belegte er Rang 60 der Hitliste.

### Deutscher Sprachraum
In Österreich trat der Name Lea im Jahr 1998 in die Hitliste der 50 meistgewählten Mädchennamen ein. Rasch etablierte er sich unter den beliebtesten Mädchennamen und erreichte mehrfach Top-10-Platzierungen. Im Jahr 2021 belegte Lea Rang 10 der Hitliste und wurde an 1,3 % aller neugeborenen Mädchen vergeben.
Auch in der Schweiz hat sich der Name an der Spitze der Vornamenscharts etabliert. In den Jahren 1999, 2000 und 2001 erreichte er Rang 3 der Hitliste. Zuletzt stand er auf Rang 7 der Vornamenscharts (Stand 2020). In seiner Variante Léa zählte er von 1999 bis 2018 ebenfalls zur Top-100 der Vornamenscharts, erreichte jedoch nie eine höhere Platzierung als Rang 29 (2002).
In Deutschland ist der Name Lea seit den 1980er Jahren verbreitet. Seit der Mitte der 1990er Jahre zählt er zu den beliebtesten Mädchennamen. Als höchste Platzierung erreichte der Name in den Jahren 2014, 2015 und 2016 Rang 8 der Hitliste. Im Jahr 2021 belegte Lea Rang 10 der Vornamenscharts und wurde an 1,04 % der neugeborenen Mädchen vergeben. Dabei wurde er vor allem von süddeutschen Eltern gewählt. Etwa 94 % tragen den Namen in der klassischen Schreibweise Lea, nur etwa 6 % tragen die Variante Leah.

## Varianten
Neben Lea existieren folgende Namensvarianten
- Deutsch: Lia
- Englisch: Leah
- Französisch: Léa, Lya
- Georgisch: ლია Lia
- Griechisch: Λεία Lia
  - Altgriechisch: Λεία Leía
- Hebräisch: לֵאָה lēʾâ
- Italienisch: Lia
  - Latein: Lia
- Litauisch: Léja
- Portugiesisch: Leia, Lia
  - Galicisch: Lía

## Namenstag
Der Namenstag von Lea wird nach der Heiligen Lea von Rom am 22. März gefeiert.

## Namensträgerinnen
Aufgrund der Fülle an Namensträgerinnen kann hier nur eine Auswahl aufgeführt werden.

### Lea
- Lea, ältere Schwester von Rahel und erste Frau von Jakob
- Lea (eigentlich Lea-Marie Becker; * 1992), deutsche Musikerin
- Lea van Acken (* 1999), deutsche Schauspielerin
- Lea Ackermann (1937–2023), deutsche Ordensschwester
- Lea Ahlborn (1826–1897), schwedische Künstlerin
- Lea Bouwmeester (1979), niederländische Politikerin
- Lea DeLaria (* 1958), US-amerikanische Stand-up-Comedian, Jazzmusikerin und Broadway-Schauspielerin
- Lea Deutsch (1927–1943), jugoslawische Kinderschauspielerin
- Lea Eisleb (* 1992), deutsche Schauspielerin
- Lea Faßbender (* 1986), deutsche Schauspielerin
- Lea Fleischmann (* 1947), deutsch-israelische Schriftstellerin
- Lea Gottlieb (1918–2012), israelische Modedesignerin
- Lea Große (1906–1997), polnisch-deutsche Funktionärin und Journalistin
- Lea Grundig (1906–1977), deutsche Malerin und Grafikerin
- Lea Kalbhenn (* 1990), deutsche Schauspielerin, Synchronsprecherin und Moderatorin
- Lea Kampmann (* 1997), dänische Singer-Songwriterin
- Lea Saskia Laasner (* 1980), Schweizer Autorin
- Lea Lu (* 1984), Schweizer Sängerin und Songwriterin
- Lea Massari (1933–2025), italienische Schauspielerin
- Lea Mendelssohn Bartholdy (1777–1842), deutsche Pianistin, Mutter von Felix Mendelssohn Bartholdy
- Lea Michele (* 1986), US-amerikanische Sängerin und Schauspielerin
- Lea Müller (* 1999), deutsche Schauspielerin
- Lea Nikel (1918–2005), israelische Malerin
- Lea Paulick (* 1999), deutsche Fußballspielerin
- Lea Pericoli (1935–2024), italienische Tennisspielerin und Stil-Ikone
- Léa Pool (* 1950), schweizerisch-kanadische Filmregisseurin und Drehbuchautorin
- Lea Rosh (* 1936), deutsche Fernsehjournalistin und Publizistin
- Lea Ruckpaul (* 1987), deutsche Schauspielerin
- Lea Salonga (* 1971), philippinische Sängerin und Schauspielerin
- Lea Schmidbauer (* 1971), deutsche Autorin
- Lea Schreiner (* 1995), deutsche Kraftdreikämpferin
- Lea Schüller (* 1997), deutsche Fußballspielerin
- Lea Sirk (* 1989), slowenische Sängerin
- Lea Sölkner (* 1958), österreichische Skirennläuferin
- Lea Streisand (* 1979), deutsche Schriftstellerin und Autorin
- Lea Thompson (* 1961), US-amerikanische Schauspielerin
- Lea Wagner (* 1994), deutsche Journalistin und Fernsehmoderatorin
- Lea Wermelin (* 1985), dänische Politikerin
- Lea Wolfram (* 1992), deutsche Schauspielerin und Tänzerin
- Lea Marlen Woitack (* 1987), deutsche Schauspielerin

### Léa
- Léa Bouard (* 1996), deutsch-französische Freestyle-Skierin
- Léa Coninx (* 1998), französische Triathletin
- Léa Drucker (* 1972), französische Schauspielerin
- Léa Fehner (* 1981), französische Drehbuchautorin und Filmregisseurin
- Léa Garcia (1933–2023), brasilianische Schauspielerin
- Léa Grauvogel-Stamm (* 1940), französische Paläontologin
- Léa Lemare (* 1996), französische Skispringerin
- Léa Linster (* 1955), luxemburgische Köchin
- Léa Mariage (* 2000), deutsche Synchronsprecherin
- Léa Mysius (* 1989), französische Filmregisseurin und Drehbuchautorin
- Léa Palermo (* 1993), französische Badmintonspielerin
- Léa Pool (* 1950), schweizerisch-kanadische Filmregisseurin und Drehbuchautorin
- Léa Rubio (* 1991), französische Fußballspielerin
- Léa Salamé (* 1979), französisch-libanesische Hörfunk- und Fernsehjournalistin
- Léa Seydoux (* 1985), französische Schauspielerin
- Léa Sprunger (* 1990), Schweizer Sprinterin und Hürdenläuferin
- Léa Stein (* 1936), französische Schmuckdesignerin
- Léa Steinacker (* 1989), deutsche Sozialwissenschaftlerin, Unternehmerin und Autorin
- Léa Tholey (* 1995), französische Tennisspielerin
- Léa Wegmann (* 1990), deutsche Schauspielerin

### Leah
- Leah Aini (* 1962), israelische Schriftstellerin und Dichterin
- Leah Ayres (* 1957), US-amerikanische Schauspielerin
- Leah Baird (1883–1971), US-amerikanische Drehbuchautorin und Schauspielerin
- Leah Cairns (* 1974), kanadische Schauspielerin
- Leah Carola Czollek (* 1954), deutsche Autorin, Mediatorin und Trainerin
- Leah Dizon (* 1986), US-amerikanisches Fotomodell und J-Pop-Sängerin
- Leah Fortune (* 1990), brasilianisch-amerikanische Fußballspielerin
- Leah Gibson (* 1985), kanadische Schauspielerin
- Leah Goldberg (1911–1970), israelische Schriftstellerin, Übersetzerin und Sprachwissenschaftlerin
- Leah Goldstein (* 1969), kanadisch-israelische Radsportlerin und Kickboxerin
- Leah Gordon (* um 1980), deutsch-kanadische Lied-, Operetten-, Musical- und Opernsängerin (Sopran)
- Leah Grießer (* 1998), deutsche Kunstturnerin
- Leah Jamieson (* 1949), US-amerikanische Ingenieurin und Hochschullehrerin
- Leah Kate (* 1992), US-amerikanische Sängerin
- Leah Kirchmann (* 1990), kanadische Radrennfahrerin
- Leah Lewis (* 1996), amerikanische Schauspielerin
- Leah McFall (* 1989), nordirische Sängerin/Songwriterin
- Leah Neale (* 1995), australische Schwimmerin
- Leah Neuberger (1915–1993), US-amerikanische Tischtennisspielerin
- Leah Marie O’Brien, nach Heirat Leah Marie Amico (* 9. September 1974 in Garden Grove, Kalifornien), ist eine ehemalige Softballspielerin
- Leah Pipes (* 1988), US-amerikanische Schauspielerin
- Leah Rabin (1928–2000), israelische Politikerin, Ehefrau von Jitzchak Rabin
- Leah Remini (* 1970), US-amerikanische Schauspielerin
- Leah Saunders (* 1993), australische Ruderin
- Leah Striker (* 1973), US-amerikanische Kamerafrau
- Leah Thomas (* 1989), US-amerikanische Radrennfahrerin
- Leah Williamson (* 1997), englische Fußballspielerin
- Leah Wilkinson (* 1986), walisisch-britische Hockeyspielerin
- Leah Rachel Yoffie (1883–1956), russisch-amerikanische Autorin, Volkskundlerin und Hochschullehrerin